# Metropolis Studios
Metropolis Studios es una empresa de la industria del entretenimiento y la producción musical establecida en 1989 por Gary Langan, Carey Taylor y Karin Clayton. Se encuentra ubicada en la antigua central eléctrica Powerhouse, un edificio catalogado de grado II, en Chiswick, Londres, Inglaterra. Durante los últimos veinte años, el grupo se ha expandido y ahora consta de tres divisiones: Metropolis Studios, Metropolis Mastering y Digital Media/Producciones.
Metropolis Studios fue comprado el 31 de mayo de 2013 por 'MLML (Metropolis London Music Limited)' de Kainne Clements, (que también es propietario de la Academy of Contemporary Music). En 2017 la compañía incorporó un nuevo CEO, Richard Connell, un exejecutivo de Sony Music.

## Edificio

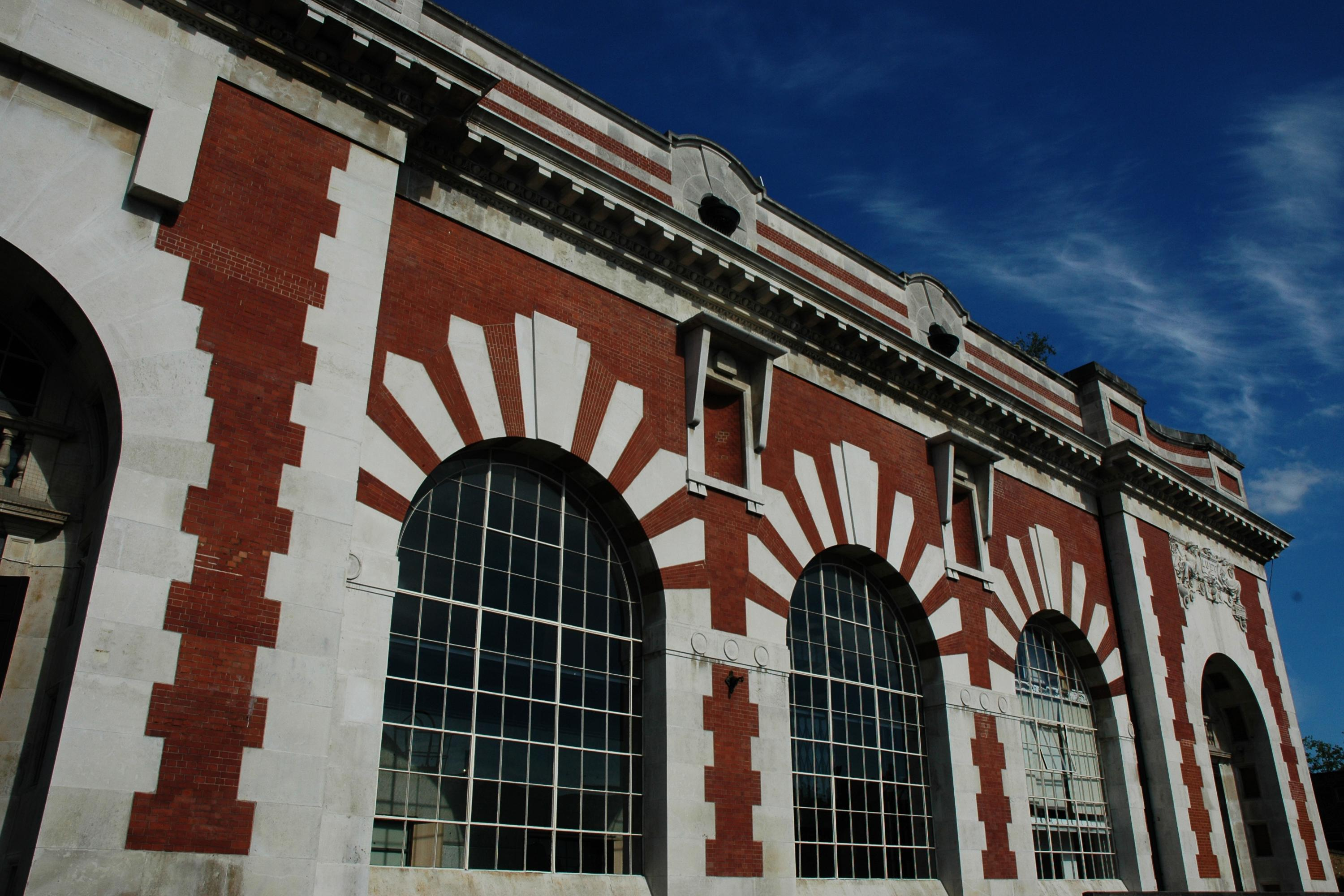
La central eléctrica, el edificio protegido sede de los Estudios Metropolis y de Metropolis Group.

El Powerhouse fue construido en 1901 por el joven arquitecto William Curtis Green para el suministro eléctrico de los tranvías del oeste de Londres. Originalmente tenía una chimenea de acero de 80 m de altura. En la fachada, hay dos grandes figuras femeninas que representan la 'electricidad' y la 'locomoción'. Este edificio sustancial fue concebido para ser tan grande como para evitar que cualquiera de las casas del vecindario (que aún tendían a ser grandes propiedades con propietarios influyentes) sufrieran las vibraciones y el polvo causado por los generadores de vapor. Debido a la competencia de la central eléctrica de Lots Road en el Chelsea, solo funcionó hasta 1920 cuando el edificio fue desmantelado y despojado de sus equipos. Al ser utilizado principalmente como una instalación de almacenamiento, Powerhouse se deterioró gradualmente.
En 1962, se cerró el servicio de trolebús y se demolió la chimenea en 1966.
Transporte de Londres, propietarios del edificio, decidió reconstruir en el lugar, lo que provocó protestas, y la Sociedad Victoriana hizo campaña para proteger el edificio, lo que a su vez llevó a que fuera catalogado en 1975, uno de los primeros edificios victorianos en ser nominado así, y el primero que se construyó en el siglo XX. En 1985, la parte superior del edificio se convirtió en apartamentos, incluido un ático dividido en tres niveles.
En 1989, después de una remodelación a gran escala, la parte inferior del edificio se convirtió en estudios de grabación, y sede de los Estudios Metropolis.

## Estudios

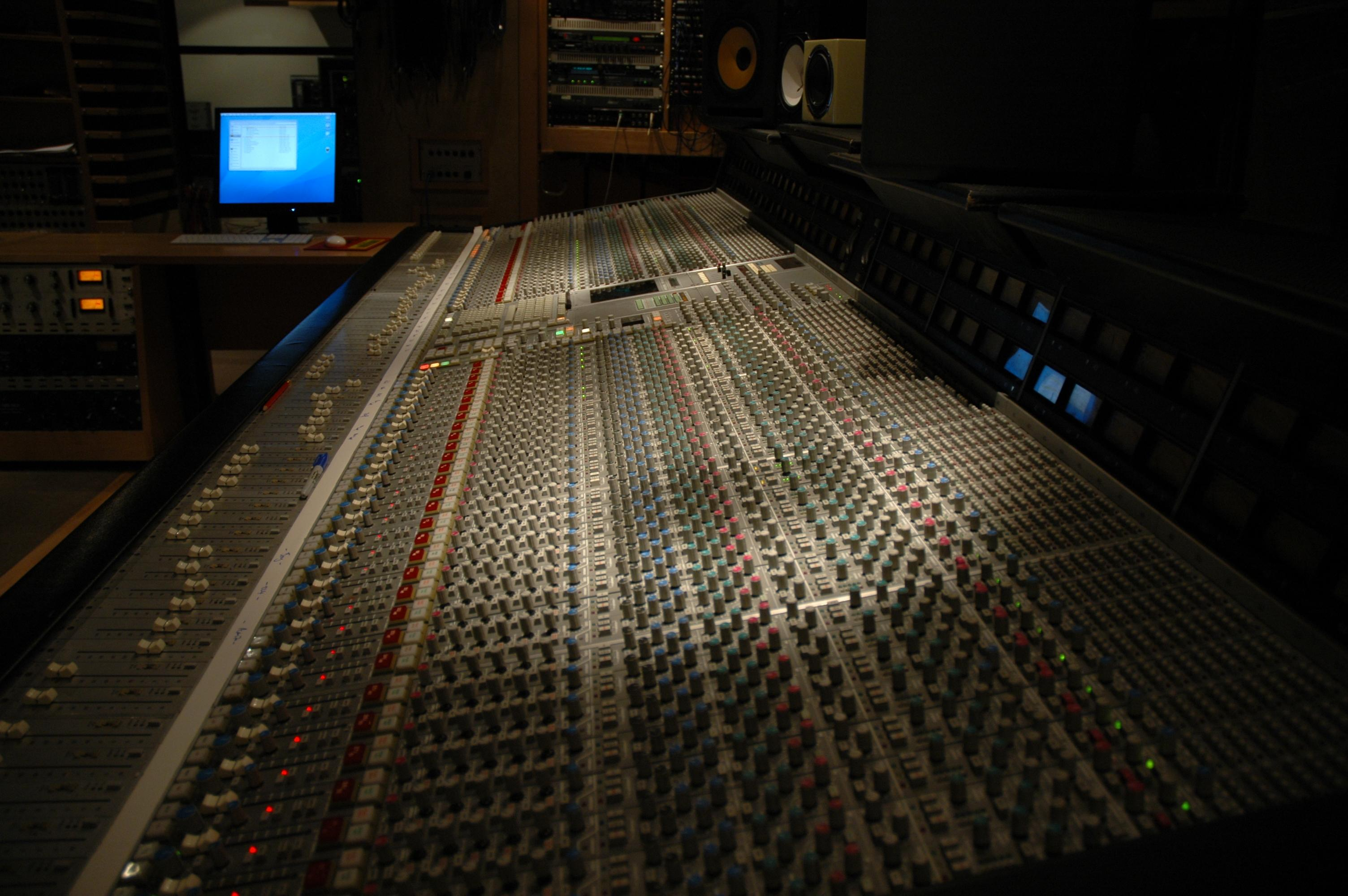
El Estudio B, con una consola de grabación SSL G series 4064.

Metropolis Studios consta de cuatro pisos, 5 estudios de grabación y mezcla y cuatro salas de producción. Tiene un atrio de hormigón y metal, con acero, madera contrachapada y enlucido en otras salas. En los estudios, los ingenieros de diseño colocaron un ángulo obtuso para refractar el sonido.
Studio B se utilizó como estudio de mezclas en Londres para Mark Ronson, cuando produjo el álbum 'Back to Black' para Amy Winehouse.
Los estudios también han sido utilizados en el pasado por Queen, Michael Jackson, U2, Lady Gaga, Little Mix,  Adele, Rihanna y Lauryn Hill.

## Masterización
Establecida en 1993, Metropolis Mastering fue fundada por Tony Cousins, Ian Cooper, Tim Young y Crispin Murray, con el objetivo de "masterizar el audio a un nivel nunca antes alcanzado". Metropolis alberga cinco salas de masterización que fueron diseñadas con una alta especificación utilizando equipos de marcas como PMC Ltd., Bryston y Prism. Dos de las salas se diseñaron teniendo en cuenta el sonido estéreo y envolvente 5.1, mientras que las otras están preparadas para cortar vinilo con un torno de corte de discos Neumann VMS-80. En años más recientes, Metropolis Mastering comenzó a ofrecer un servicio de masterización en línea que permitía a los clientes recibir estos servicios de forma remota.

## Sonido 3D
En el verano de 2021, Metropolis Studios lanzó su estudio de audio 3D para mezclar en todos los formatos espaciales. Actualmente es el estudio Dolby Atmos de mayor resolución en el Reino Unido. El estudio está diseñado para ser lo más versátil posible para adaptarse a tantos flujos de trabajo diferentes como sea posible, incluida la mezcla inmersiva en tiempo real de transmisiones en vivo. La sala proporciona un sistema de monitoreo 22.2 Georg Neumann, con altavoces en una configuración 11.1.8. Todos los altavoces están dispuestos a 30° de separación entre sí. El estudio puede acomodar todos los formatos posibles, consolas de mezcla entrantes y atiende varios formatos de interfaz, incluidos MADI, Dante, AES3 y Ravenna.
Cuando se lanzó el estudio, Amazon Music acordó un acuerdo de contenido con Metropolis para convertirse en su sede en el Reino Unido para la mezcla inmersiva que, a su vez, ha llevado a muchos sellos discográficos a seguir su ejemplo para utilizar la instalación. Los primeros tres meses posteriores al lanzamiento vieron mezclas espaciales entregadas para artistas como Jack Savoretti, The Amazons, Major Lazer, Rag'n'Bone Man, Disclosure, St. Vincent, Bonobo, The Vaccines, Cautious Clay y Anne-Marie.